# خالد بن سفيان الهذلي
خالد بن سفيان بن نبيح بن خالد بن ملهم اللحياني الهذلي. أحد زعماء مكة وقادات حلف الاحَابيش وكفارها الأشداء وكان يوزن بقوه الف رجل وكان شديد الضخامة والقوة فارع في الطول. خطط لاحتلال المدينة المنورة في عهد الرسول محمد صلى الله عليه و سلم وجهز جيشا كبيرا ومات قبل ذلك.

## التخطيط لإحتلال المدينة المنورة
جمع خالد بن سفيان في سنه 4 هـ حشودا كبيرة من هذيل وخزاعة وقريش حلف الأحابيش وذهب بهم إلى وادي عرنة يدربهم بهدف احتلال المدينة المنورة ومحاولة قتل النبي صلى الله عليه وسلم .وكان خالد رئيسا عليهم. فأرسل النبي صلى الله عليه وسلم اليه عبد الله بن انيس فقتل خالد بن سفيان وهو نائم وهي القصة المعروفة باسم سرية عبدالله بن انيس 

## رد فعل هذيل لمقتله
وثأرت هذيل لمقتل خالد بن سفيان فخرج جمع من هذيل إلى بني عضل والقارة وأرسلوهم إلى المدينة المنورة وطلبوا من النبي صلى الله عليه وسلم أن يرسل مع عضل جمعا من الصحابة ليتفقهوا بالدين فأرسل سبعة وقيل عشرة صحابة منهم مرثد بن أبي مرثد الغنوي. وكان أمير القوم. وخالد بن البكير الليثي. وعاصم بن ثابت بن أبي الأفلح وخبيب بن عدي وزيد بن الدثنة وعبد الله بن طارق. فوصلوا إلى الرجيع بين عسفان ومكة أغارت عليهم بنو لحيان من هذيل. وقد لجأ الوفد المسلم إلى مكان مرتفع . واعطت هذيل الأمان لهم فأجابهم عاصم بن ثابت قال ( اما انا فلا انزل في ذمة كافر ) فقاتلتهم هذيل حتى قتلوا عاصم بن ثابت وسته أخرين . وبقي ثلاثة فأعطتهم هذيل الأمان فقبلوا بالأمان فغدرت بهم . فما ان نزلوا حتى ربطتهم هذيل وقاومهم عبد الله بن طارق فقتلوه . وأخذوا خبيب بن عدي وزيد بن الدثنه رضي الله عنهم وباعوهما في مكة. وكان ذلك قبل دخول هذيل في الإسلام ويعرف هذا اليوم بحادثة الرجيع